# Roger Carvalho
Roger de Carvalho, mais conhecido como Roger Carvalho (Arapongas, 10 de dezembro de 1986), é um futebolista brasileiro que atua como zagueiro. Joga atualmente pelo Tombense.

## Carreira
Formado nas categorias de base do Iraty, assinou num contrato de 2 anos com o clube em novembro de 2006 e foi emprestado ao Rio Branco em 2007 para a disputa do Campeonato Paranaense.
Se transferiu em 2008 para o Tombense, de Minas Gerais, onde foi imediatamente repassado por empréstimo ao clube português Olivais e Moscavide, que disputava a II Divisão.
Voltou ao Brasil em janeiro de 2009 para disputar o Campeonato Mineiro pelo Guarani.

### Figueirense
Roger chegou no Figueirense em maio de 2009, e ajudou o clube a conquistar a promoção para a primeira divisão no ano seguinte, sendo vice-campeão da Série B de 2010.

### Genoa
Em 31 de janeiro de 2012, Roger Carvalho foi emprestado ao Genoa da Itália. Ele herdou a camisa 3 de Dario Dainelli que tinha acabado de se transferir para o Chievo.
Fez sua estreia no dia 15 de fevereiro na derrota para a Atalanta por 1 a 0.

### Bologna
Chegou no Bologna em 17 de julho de 2012, por empréstimo com opção de compra ao final do contrato.
Se lesionou gravemente no dia 08 de maio, na partida contra o Napoli, na derrota em casa por 3 a 0. Por conta disso, seu contrato não foi renovado e foi dispensado.

### São Paulo
Chegou ao São Paulo para tratar de uma cirurgia na coxa direita em agosto de 2013 tendo o contrato válido até dia 15 de abril de 2014 com opção de prorrogação até o final do ano ou a compra de 50% dos direitos econômicos por cerca de R$ 10 milhões e firmar um contrato em definitivo.
Foi relacionado pela primeira na véspera da 38ª rodada do Campeonato Brasileiro de 2013, em 7 de dezembro, porém, sequer entrou na partida, pela falta de ritmo de jogo. Assim sendo, o zagueiro só poderá atuar em 2014.
Estreou no dia 15 de fevereiro de 2014, contra a Portuguesa, no Morumbi, em um empate por 0 a 0. Em 7 de abril de 2014 foi afastado do São Paulo. Esteve emprestado ao Vitória durante o segundo semestre. Foi novamente emprestado, desta vez, para o Botafogo.

### Botafogo
Chegou ao Botafogo por empréstimo de 1 ano. Fez gol logo em sua estreia pelo clube, pela primeira rodada contra o Boavista pelo Campeonato Carioca 2015. O placar terminou 1 a 0. Ao longo do ano, devido a lesões, alternou titularidade ao lado do zagueiro Renan Fonseca com o banco de reserva. Na reta final do Campeonato Brasileiro da Serie B, confirmou sua titularidade ao lado de Renan Fonseca, marcando sete gols ao longo da temporada 2015.

### Palmeiras
Anunciado como reforço do Palmeiras em 2015 para a temporada de 2016. Atuou suas primeiras partidas no Campeonato Paulista, tendo atuações criticadas junto ao time do Palmeiras.

### Atlético Goianiense
Foi anunciado pelo Atlético Goianiense como reforço para a temporada de 2017.

## Títulos
Botafogo
- Taça Guanabara: 2015
- Campeonato Brasileiro - Série B: 2015

Palmeiras
- Campeonato Brasileiro - Série A: 2016

Fortaleza
- Campeonato Brasileiro - Série B: 2018
- Campeonato Cearense: 2019, 2020
- Copa do Nordeste: 2019